# Ulla Reimer
Ulla Karin Hillevi Reimer-Jönsson, född 31 december 1921 i Lund, död 23 juli 2009 i Älvsborg, var en svensk bibliotekarie.
Hon växte upp på Alnarp där fadern, Charles Reimer, var lärare vid lantbrukshögskolan. Reimer var arkitektutbildad och började 1964 arbeta som bibliotekarie vid Chalmers tekniska högskolas bibliotek. Hon undervisade även vid Bibliotekshögskolan i Borås 1975–1986. Reimer-Jönsson är begravd på Kvibergs kyrkogård i Göteborg.

## Publikationer
- Förteckning över löpande referat- och referenspubl. i Chalmers tekniska högskolas bibliotek (Göteborg 1971)
- Bibliographica CTHB: förteckning över löpande referat och referenspublikationer i Chalmers tekniska högskolas bibliotek: en sammanställning uppgjord för undervisning i biblioteksteknik vid CTH (Göteborg 1972)
- Anvisningar för rapportskrivning (Göteborg 1973)
- Standard och standardisering: en introduktion (Göteborg 1973)
- Litteraturvägledning inom arkitektur (Göteborg 1974)
- Litteraturvägledning inom fysik (Göteborg 1974), medf. Helena Fernholm, Nancy Fjällbrant
- Litteraturvägledning inom maskinteknik (Göteborg 1974), medf. Nancy Fjällbrant
- Litteraturvägledning inom geologi (Göteborg 1975), medf. Lena Berntler, Nancy Fjällbrant
- Litteraturvägledning inom byggnadsteknik, rev. utg. (Göteborg 1975), medf. Nancy Fjällbrant
- Förteckning över ett antal beläggnings- och lokaliseringshjälpmedel för förvärv och fjärrlån (Borås 1989)
- SAB-klassifikation: kort inledning och övningsmaterial (Borås 1990)
- Kompendium i byggteknik (Borås 1991)